# Румкале
Румкале, в буквален превод Римската крепост (виж и Рум, на турски: Rumkale; на арменски: Հռոմկլայ – Hromkla, на кюрдски: Hromkla; на арабски: قلعة الروم – Qal'at ar-Rum), е фортификационно укрепление на десния бряг на река Ефрат в Турция, вилает Газиентеп.
Представлява висока крепостна стена с правоъгълни кули със седем порти. Стратегическото местоположение на местото е оценено още от Асирия, но сегашното укрепление е с елинистичен и римски произход. В руините на крепостта са запазени светски сгради. В рамките на крепостните стени се развива селско стопанство, и по-специално се отглеждат маслини, смокини, фъстъци, дини, пъпеши, тикви.
Мястото е изключително атрактивно и романтично по ориенталски, въпреки че крепостта е гръко-римска.